# St.-Thomas-Kirche (Wendhausen)
Koordinaten: 52° 7′ 55,1″ N, 10° 4′ 0,8″ O

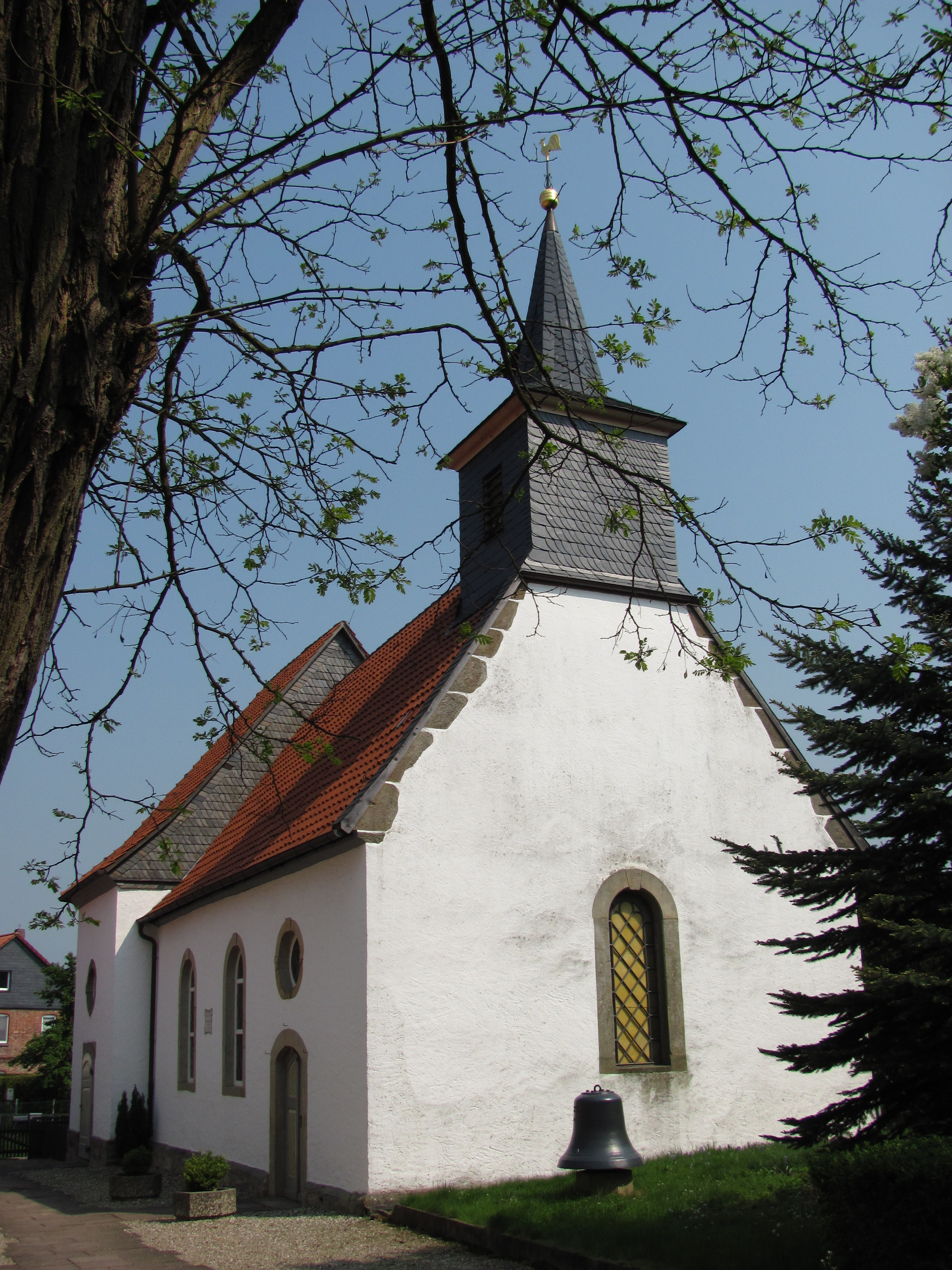
St.-Thomas-Kirche

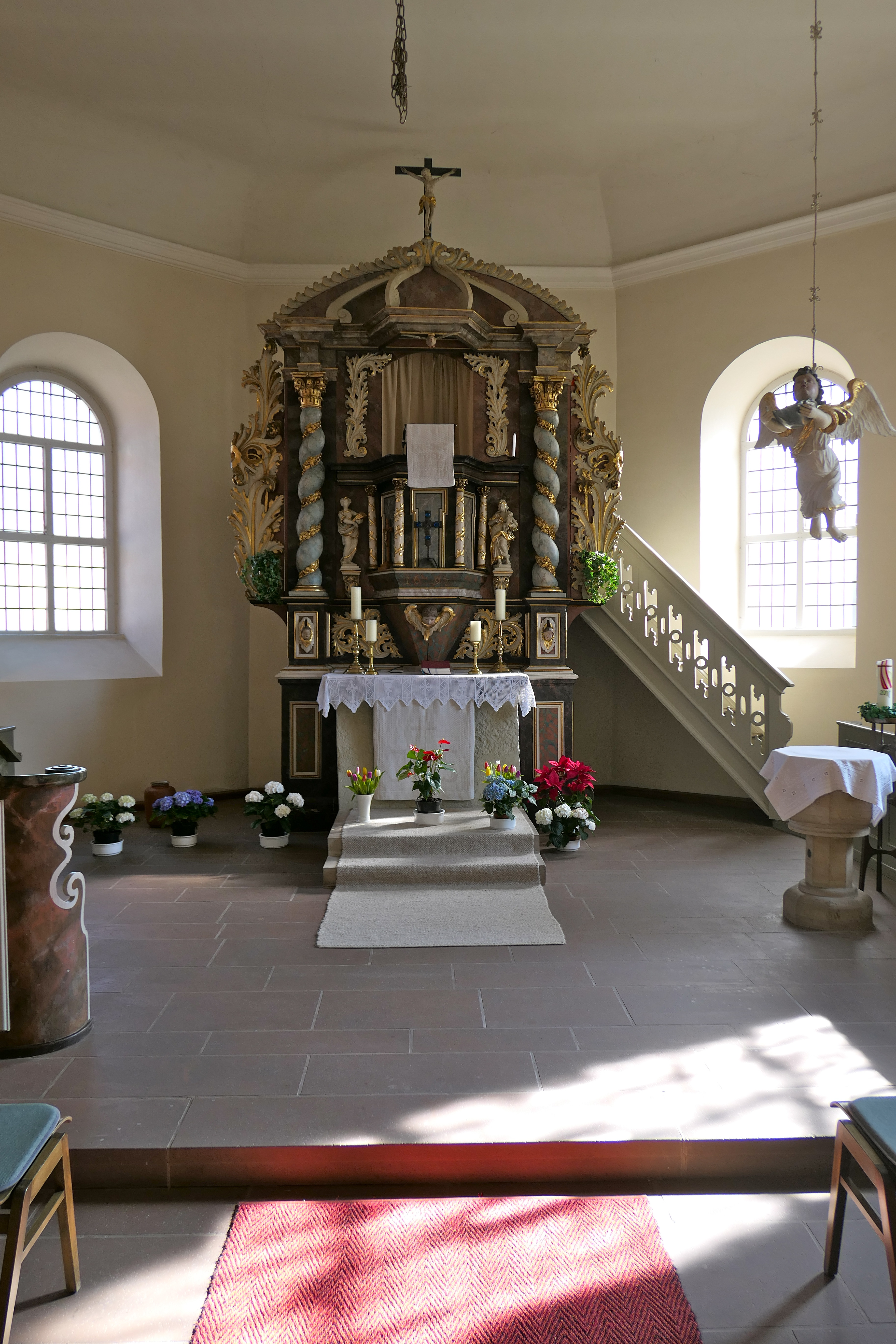
Kanzelaltar

Die evangelisch-lutherische St.-Thomas-Kirche von 1297  in Wendhausen, einem Ortsteil von Schellerten im niedersächsischen Landkreis Hildesheim  gehört zur Evangelisch-Lutherischen Landeskirche Hannovers.

## Geschichte
Die St.-Thomas-Kirche geht auf eine Stiftung des Hildesheimer Bischofs Siegfried II. und des Klosters Marienrode zurück. Die dortigen Zisterzienser hatten im Laufe des 13. Jahrhunderts große Teile des Dorfes Wendhausen mit seinen Ländereien sowie die Gemarkung der untergegangenen Siedlung Rode (Novale) nördlich des Ilsenberges an sich gebracht. Das Anwachsen der Bevölkerung, nicht zuletzt durch den neu gegründeten Klosterhof (Grangie), machte eine eigene Kapelle notwendig. Die dazugehörige Urkunde ist auf den Tag des Apostels Thomas 1297 (21. Dezember) datiert.
1310 veranlasste man die bis dahin zuständige Kirche in Dinklar, ihr Recht auf Seelsorge abzugeben. Ein Zusammenhang mit der Mutterpfarrei blieb  dadurch erhalten, dass der dortige Pfarrer das Recht behielt, in Wendhausen zu beerdigen und die Sakramente zu spenden. Bis Ende des 19. Jahrhunderts wurden in Dinklar Trau-, Tauf- und Sterberegister für die Wendhäuser Katholiken geführt.
Marienrode hat sich später von seinem Wendhäuser Klosterhof, letztmals 1424 erwähnt, getrennt und vor allem die dorfnahen Ländereien wieder an Bauern vergeben. Die entfernteren nach Westen hin verblieben bei der mit besonderen Rechten ausgestatteten, nun als „Sattelhof“ bezeichneten, Hofstelle. Die Zisterziensermönche verloren schließlich auch ihren kirchlichen Einfluss, als die lutherische Familie von Bortfeld 1559 nicht nur diesen Sattelhof erwarb, sondern Grund- und Gerichtsherr des ganzen Dorfes wurde. Obwohl ein Patronatsrecht hier noch nicht ausdrücklich genannt ist, werden die Bortfelds sich auch die eigene Grablege (drei Bestattungen sind nachgewiesen) auf der Südseite des Kirchenschiffs angelegt haben. Diese Gruft, begehbar vom alten Friedhof aus, wurde 1946 wegen Baufälligkeit zugeschüttet. Aus ihr stammen das gotische Kruzifix in der heutigen Friedhofskapelle, der Wappenteller der Strubes (Kranich) und ein kleiner zinnener Totenkopf, der auf einem Sarg aufgeschraubt war.
1571 gab es noch einen eigenen Pastor im Dorf, später wurden  Bauern und Gutsbewohner zum lutherischen Pastor Felli nach Dinklar in den Gottesdienst gefahren. Er wurde 1596 im Rahmen der Rekatholisierung abgesetzt. Es folgten eigene Wendhäuser Pastoren, zwischendurch auch Katholiken. Zu Ausgang des Dreißigjährigen Krieges war die Dorfbevölkerung zur Hälfte katholisch. Der Gutsherr und Kirchenpatron Arend von Wobersnow ließ 1610 einen neuen Altar schnitzen. Wohl sein katholischer Nachfolger Johann Jobst von Quernheim ließ 1633, während der kaiserlichen Besetzung Hildesheims, von Diedrich Mente eine neue Uhrglocke gießen, die bis heute genutzt wird. 1670 wurde amtlich festgestellt, dass Wendhausen lutherisch ist.
Dem Drost von Weyhe gelang es 1723, dass Wendhausen von einer Filialkirche zu einer eigenen Pfarrei erhoben wurde. Zuvor wurde das Dorf seelsorgerisch von Heersum oder Lechstedt aus betreut.

## Architektur
Das Bauwerk ist ursprünglich eine einfache, flachgedeckte frühgotische Saalkirche mit einem dreiseitigen Abschluss des Altarraums. Der Dachreiter stammt aus der Barockzeit.
Das auf der Südseite wieder freigelegte Sakramentshäuschen mit seinem spitzen Bogen, oder auch das Hohlkehlhauptgesims sind typisch für Gotik. Ob es einen Vorgängerbau gegeben hat, ist unsicher. Denn ein in den 1970er Jahren bei Renovierungsarbeiten an anderer Stelle in der Kirche gefundenes Säulenkapitell mit seinen volutenartigen Blattgebilden weist noch ein dreiviertel Jahrhundert zurück in die Spätromanik.
Zu Beginn des 15. Jahrhunderts ist es zu bedeutenden Zerstörungen in Wendhausen gekommen, bei denen auch die Kapelle in Mitleidenschaft gezogen wurde. Der heute noch vorhandenen Dachstuhl des Kirchenschiffs wurde mit Eichenholz, das 1419/20 geschlagen wurde, gebaut.
Nach dem Dreißigjährigen Krieg wuchs die Einwohnerzahl und eine Erweiterung des Kirchbaues wurde mit finanzieller Förderung der Geschwister Oppermann vorgenommen. Dabei wurde die Ostwand mit der Apsis abgebrochen und ein barocker hoher Chor geschaffen, der 1697 die Aufnahme des heutigen Kanzelaltars ermöglichte. Dazu wurde der noch aus dem Mittelalter stammende massive Altartisch nach Osten versetzt. Darüber erhebt sich  zwischen zwei gedrehten Säulen die Kanzel auf einem mit einem Engelskopf geschmückten Sockel. Rechts und links stehen zwei weibliche Figuren: Ruth, die Ährenleserin, als Vertreterin des Alten Testaments, und Maria mit Kind als die des Neuen Testaments in einer recht ungewöhnlichen Darstellung: Das Kind wendet sich der Mutter zu. Dass der Altar unvollständig ist, zeigen die beiden leeren Konsolen vor den äußeren Blattwerk-Ohren. Auf alten Fotos sind zwei weitere Putten zu entdecken, die, wie eine Davidsfigur auf der Orgel, aber verschwunden sind. Unter dem Schalldeckel, über dem Kopf des Predigers, schwebt eine Taube als Sinnbild des Heiligen Geistes. Gekrönt wird der Altar von einem Kruzifix. Die Stifterwappen von Johan Justus Oppermann (weißes Pferd) und seiner Schwester Ilse Leve Bullenius (Blatt) waren an den Säulenenden befestigt. Heute befinden sie sich über dem Patronatssitz. Es handelt sich wahrscheinlich um Arbeiten aus der Werkstatt des Hildesheimer Bildschnitzers Andreas Barrels. Er wird auch den Taufengel beigesteuert haben, der ursprünglich, an einer Seilwinde befestigt und mit einer Jakobsmuschel in den Händen, im Eingangsbereich hing.
1731 sind die barocken Rundbogenfenster eingebaut worden, mit erhaltenen Rahmen aus Eichenholz auf der Südseite. Die Familie von Weyhe hat auch für neue Läuteglocken gesorgt und eine Orgel in die Wendhäuser Kirche einbauen lassen (Wappen mit Jahreszahl 1744). Die Emporen auf beiden Seiten des Kirchenschiffes stammen ebenfalls aus dieser Zeit.
Der Landrentmeister Strube war 1781 der letzte Gutsherr, der sich in der Gruft beisetzen ließ. Ein Viertelstunden-Glas, Geschenk im Rahmen der Hochzeit des Agrarreformers Albrecht Daniel Thaer, stammt von 1786. Diese Sanduhr ist heute im Dorfgemeinschaftshaus zu sehen und hat das Wendhäuser Ortswappen inspiriert.
1830 wurde der heutige Kirchturm errichtet. Einen kleineren Dachreiter hatte es zuvor auch schon gegeben. Im Stil der Gründerzeit ließ 1894 Gustav Vibrans, der das Rittergut Wendhausen zehn Jahre zuvor gekauft hatte, die Kirche modernisieren.  Unter anderem bekamen die dortigen Fenster eine farbenfrohe Verglasung. Von dieser Ausstattung ist nur noch der Christuskopf im Rundfenster auf der Nordseite erhalten.
1951 wurde der Taufengel durch einen Taufstein ersetzt. In seinem Schaft ist ein Braunschweiger Silbertaler eingelassen, der an einen seit 1620 laufenden Kredit des A. v. Wobersnow an die Stadt Goslar erinnert.

## Kirchengemeinde St. Thomas Wendhausen
Die ev.-luth. Kirchengemeinde Wendhausen bildet zusammen mit den Kirchengemeinden Kemme und Schellerten ein verbundenes Pfarramt mit Büro in Schellerten. Es gehört zum Kirchenkreis Hildesheimer Land-Alfeld im Sprengel Hildesheim-Göttingen der Evangelisch-lutherischen Landeskirche Hannovers.